# Georgi Yanev Todorov
Georgi Yanev Todorov (Bulgaria, 7 de marzo de 1960) es un atleta búlgaro retirado especializado en la prueba de lanzamiento de peso, en la que consiguió ser medallista de bronce europeo en pista cubierta en 1988.

## Carrera deportiva
En el Campeonato Europeo de Atletismo en Pista Cubierta de 1988 ganó la medalla de bronce en el lanzamiento de peso, llegando hasta los 19.98 metros, tras el checoslovaco Remigius Machura (oro con 21.42 metros) y el alemán Karsten Stolz.